# Строковский сельсовет
Строковский сельсовет — упразднённая административно-территориальная единица, существовавшая на территории Московской области в 1954—1964 годах.
Строковский с/с был образован в составе Волоколамского района 14 июня 1954 года путём объединения Ефремовского и Ситниковского с/с.
27 августа 1958 года селения Веригино, Ворсино, Ситниково и Чеблоково были переданы из Строковского с/с в Ильинский с/с.
20 августа 1960 года селение Веригино было возвращено из Ильинского с/с в Строковский.
26 декабря 1962 года Волоколамский район был переименован в Волоколамский сельский, в состав которого вошёл Строковский с/с.
14 января 1964 года Строковский с/с был упразднён. При этом его территория была передана в Ченецкий с/с. Посёлок Привокзальный при этом получил статус посёлка городского типа и стал отдельной административной единицей.